# Toonkunstkoor Nijmegen
Toonkunstkoor Nijmegen is een groot gemengd koor uit Nijmegen bestaande uit geschoolde amateurzangers. Het repertoire bestaat naast grote klassieke koorwerken ook uit minder gangbare meer recentere composities.
Sinds de oprichting in 1894 heeft het haar thuisbasis in Concertgebouw De Vereeniging in Nijmegen.

## Geschiedenis
In 1829 vertegenwoordigde Pierre Stadnitski (1798 - 1843) de in Nijmegen deel te nemen afdeling op de oprichtingsvergadering van de Maatschappij tot Bevordering der Toonkunst (MBT). In het hele land kwamen toen lokale afdelingen van de grond. Maar wat er vervolgens van de Nijmeegse afdeling terecht is gekomen, is niet meer te achterhalen. In ieder geval is wel duidelijk dat op de jaarvergadering van de MBT in 1832 in Den Haag de heer Stadnitski niet meer aanwezig was. Na de oprichting van de overkoepelende organisatie leden meerdere afdelingen een kwijnend bestaan, waaronder dus ook Nijmegen. De Nijmeegse afdeling verdween daarmee geruisloos van het toneel.
Ook een tweede poging in 1860 was eveneens geen lang leven gegund. Pas in 1894 had de uit Amsterdam afkomstige Albert Roothaan meer succes. Op zijn initiatief komen dat jaar een veertigtal Nijmegenaren bijeen in hotel Keizer Karel om nu definitief een Nijmeegse afdeling van de Maatschappij tot bevordering der Toonkunst op te richten.
Het koor heeft in de daarop volgende jaren twee fusies gekend. In 1914 was dat met het Erato, waarna het verder ging onder de naam Toonkunst-Erato.
Eind jaren zestig, begin jaren zeventig vond een proces plaats waarbij de aan de afdeling verbonden muziekschool in eerste instantie opgaat, samen met de Volksmuziekschool, in de Nijmeegse Muziekschool om later zelfstandig verder te gaan en welke nu onderdeel is van Lindenberg Cultuurhuis Nijmegen,
In 1979 vond de tweede fusie plaats, nu met de Gemengde Zangvereniging De Wychert uit Berg en Dal. De nieuwe naam werd Toonkunstkoor De Wijchert. Tien jaar na deze fusie werd besloten verder te gaan als: Toonkunstkoor Nijmegen en omstreken. Nog weer later werd het simpelweg Toonkunstkoor Nijmegen.

## Opeenvolgende dirigenten
- 1894 Albert Roothaan
- 1898 Leon Bouman.
- 1907 Willem Kerper
- 1946 Co van Beinum
- 1950 Jan Out
- 1964 Anton van Deursen
- 1972 Harry van Diepenbeek
- 1976 Hans Oosthout.
- 1984 José Doodkorte
- 2015 Hans de Wilde